# Heckler & Koch UMP
Heckler & Koch UMP (Universale Maschinenpistole, "Univerzální samopal") je samopal, který vyvinula a vyrábí společnost Heckler & Koch. UMP byl přijat několika agenturami jako US Customs and Border Protection. Heckler & Koch vyvinul UMP jako nástupce modelu MP5, ačkoli oba jsou stále ve výrobě.

## Konstrukce
Řada UMP vznikla jako modulární systém samopalů různé ráže, které používají co nejvyšší počet stejných dílů. K přeměně samopalu z jedné ráže do jiné prakticky stačí pouze vyměnit hlaveň, závěr a zásobník. Hlavním rozdílem řady UMP oproti staršímu modelu MP5 je použití dynamického závěru, který především zjednodušuje a zlevňuje výrobu zbraně, krom toho také lépe zvláda rozdílné laborace nábojů. Na rozdíl od MP5 je samopal UMP vybaven střeleckou pohotovostí.

## Varianty
Existují tři varianty samopalu UMP:UMP45, který používá náboje .45 ACP;UMP40, který používá náboje .40 S&W a UMP9, který používá náboje 9 x 19 mm Parabellum. Kromě rozdílných komor, všechny verze mají stejný základní design, nejpozoruhodnější změnou je zaoblený zásobník varianty UMP9 (kým UMP40 a UMP45 používají rovný zásobník).
USC nebo Universal Self-loading Carbine je poloautomatická verze samopalu UMP určená osobám pro sportovní použití. Je navržena podle zákona Federal Assault Weapons Ban z roku 1994 v USA a je přizpůsobena tímto standardem.

## Uživatelé
| Země      | Název organizace                                                                                          | Model | Množství | Datum | Reference   |
| --------- | --- | ----- | -------- | ----- | ----------- |
| Austrálie | New South Wales Police Force Tactical Operations Unit                                                     | UMP40 | _        | _     | [ 4 ] [ 5 ] |
| Austrálie | New South Wales Department of Corrective Services Hostage Response Group                                  | UMP40 | _        | _     | [ 6 ] [ 7 ] |
| Austrálie | Victoria Police Critical incident response team                                                           | UMP40 | _        | _     | [ 8 ] [ 9 ] |
| Gruzie    | Brigáda speciálních sil                                                                                   | UMP45 | _        | _     | [ 10 ]      |
| Jordánsko | Jordanian Special Operations Forces                                                                       | _     | _        | _     | [ 11 ]      |
| Lotyšsko  | Lotyšská armáda                                                                                           | UMP9  | _        | _     | [ 12 ]      |
| Malajsie  | Pasukan Tindakan Khas dan Penyelamat Maritim protiteroristický tým Agensi Penguatkuasaan Maritim Malaysia | UMP9  | _        | _     | [ 13 ]      |
| Mexiko    | Infantería de Marina                                                                                      | _     | _        | _     | [ 14 ]      |
| Rumunsko  | Forţele Terestre Române prapor speciálních operací                                                        | UMP9  | _        | _     | [ 15 ]      |
| Srbsko    | Specijalna brigada Kopnena Vojska                                                                         | UMP9  | _        | _     | [ 16 ]      |
| Slovensko | 5. pluk špeciálneho určenia Pozemných síl Slovenskej republiky                                            | _     | _        | _     | [ 17 ]      |
| Thajsko   | Royal Thai Navy SEALs                                                                                     | UMP9  | _        | _     | [ 18 ]      |
| USA       | U.S. Customs and Border Protection                                                                        | UMP40 | _        | _     | [ 1 ]       |
| USA       | Pentagon Force Protection Agency                                                                          | UMP40 | _        | _     | [ 19 ]      |